# Cotisation foncière des entreprises
Pour les articles homonymes, voir CFE.
Ne doit pas être confondu avec taxe foncière.
La cotisation foncière des entreprises (CFE) est un impôt local créé en France par la loi de finances pour 2010.
Elle remplace, avec la cotisation sur la valeur ajoutée des entreprises (CVAE), la taxe professionnelle et la cotisation minimale de taxe professionnelle (impôt complémentaire qui revenait à l'État). La CFE et la CVAE forment ensemble la contribution économique territoriale (CET), plafonnée à 1,531 % de la valeur ajoutée des entreprises.
Les auto-entrepreneurs sont assujettis à la CFE à partir de la deuxième année d'activité.
Cet impôt est calculé et recouvré par la direction générale des Finances publiques (DGFiP).

## Caractéristiques
La CFE est assise sur les valeurs locatives foncières. La fraction de l'assiette de la taxe professionnelle reposant sur les équipements et biens mobiliers (investissements) et les recettes (supprimées par le Conseil constitutionnel) est ainsi supprimée. Elle est calculée ainsi :
- CFE = valeur locative cadastrale x taux applicable pour la collectivité.

Toutefois, lorsque la valeur locative foncière est très faible, elle est remplacée par une valeur forfaitaire. Ainsi, pour les très petites entreprises auxquelles aucune ressource immobilière n'est spécifiquement affectée, le caractère foncier de cette contribution est virtuel. L'application de montants dissuasifs par certaines communes a donné lieu à l'instauration de maximums par tranches de chiffre d'affaires par la Loi de Finances 2014.
En 2010 uniquement, la CFE a été perçue au profit de l'État qui a reversé aux collectivités une compensation dite « relais ».
La CFE est perçue depuis 2011 au profit des communes et des groupements de communes (EPCI à fiscalité propre), contrairement à la CVAE dont le produit est réparti entre les communes, leurs groupements, les départements et les régions.
Par ailleurs, à compter de 2011, des réaffectations d'impôts entre l'État vers les collectivités locales (exemples : taxe sur les surfaces commerciales, ex-cotisation nationale de péréquation de taxe professionnelle, 5 des 8 % des frais de « gestion » des impôts locaux) et entre différents types de collectivités locales (exemples : taxe foncière bâtie régionale transférée aux départements, taxe d'habitation départementale transférée aux communes et/ou groupements de communes…), ainsi que des mécanismes de dotation et des fonds nationaux de garantie de ressources ont remplacé la compensation « relais » tout en assurant à chaque collectivité des ressources 2011 (avant vote des taux des impôts locaux) égales à celles perçues en 2010.
Exonération:
Les exploitants agricoles, les pêcheurs, les artistes (peintres, photographes auteurs, auteurs, etc), les artisans (sous conditions) et les SCOP sont exonérés de CFE de façon permanente. Toutes les entreprises sont exonérées de CFE pour la période comprise entre la date de leur début d'activité et le 31 décembre de la même année.Les autoentrepreneurs étaient exonérés de CFE , mais cette règle a changé en 2015. Désormais les autoentrepreneurs règlent une CFE selon la règle suivante :
| Montant du chiffre d'affaires | Montant de la base minimale |
| ----------------------------- | --------------------------- |
| Inférieur ou égal à 10 000 €  | Entre 212 € et 505 €        |
| Entre 10 001 € et 32 900 €    | Entre 212 € et 1 009 €      |
| Entre 32 901 € et 100 000 €   | Entre 212 € et 2 119 €      |
| Entre 100 001 € et 250 000 €  | Entre 212 € et 3 532 €      |
| Entre 250 000 € et 500 000 €  | Entre 212 € et 5 045 €      |
| Supérieur à 500 001 €         | Entre 212 € et 6 559 €      |

En rouge : le CA d'une auto-entreprise ne pouvait pas être supérieur à 82 200 € (activité commerciale, 32 900 € si services) jusqu'en 2018, année où les seuils ont été doublés.